# Индомаврикийцы
Индомаврикийцы (англ. Indo-Mauritians) — в государстве Маврикий народ, являющийся потомками выходцев из Индии; представляет собой самую многочисленную часть населения страны; его численность достигает 740 тыс. человек.
Среди индомаврикийцев преобладают бихарцы, хиндустанцы, синдхи и гуджаратцы. Большая часть индомаврикийцев, около 72 %, исповедует индуизм, 23 % исповедуют ислам, остальные 5 % — другие религии, в основном католицизм. Наиболее крупным и процветающим сообществом в Маврикии является индомаврикийское, в значительной степени сформированное из импортированного кабального труда в период с 1835 по 1870 годы. (Allen P.M. 2001:692)

## История
В периоды 1834—1907 и 1922—1923 годов в общей сложности 450 тысяч предков индомаврикийцев были ввезены на Маврикий, из которых 160 тыс. вернулись назад. Большую часть — 60 % — составляли жители Бихара и современного штата Уттар-Прадеш, 33 % — тамилы и телугу, 7 % — маратхи.

## Культура
Индомаврикийцы стараются не смешиваться с другими народами, придерживаясь своей традиционной культуры.

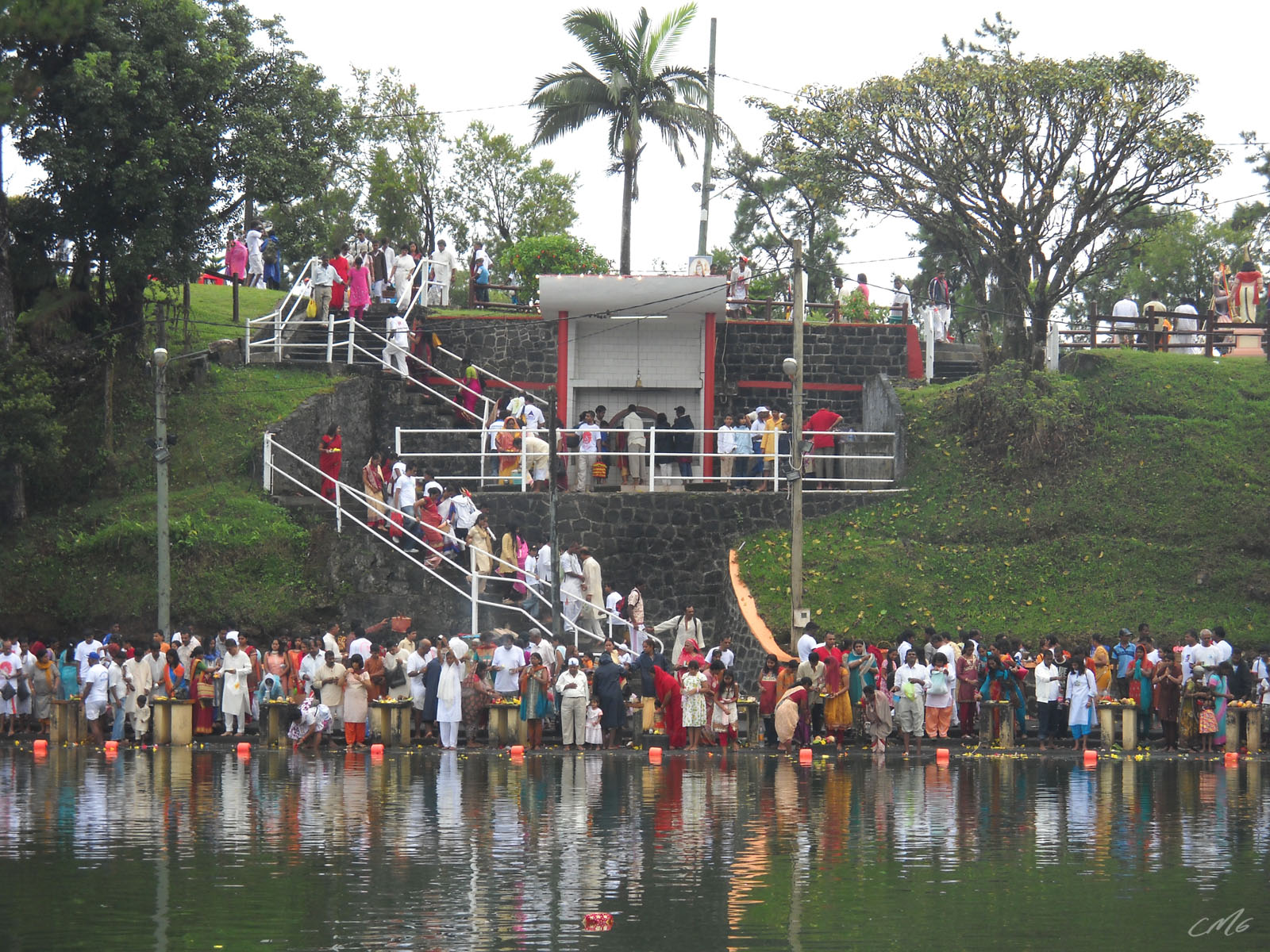
Индуистский праздник в Порт-Луи

### Язык
Самым распространёнными языками индомаврикийцев являются языки Северной Индии: хинди и бходжпури. Для трети индомаврикийцев они считаются родными, и ещё треть свободно владеет языками. Помимо индийских языков, в обиходе индомаврикийцев присутствует язык местного происхождения — франко-креольский (креоль). Более образованные представители народа также говорят на французском и английском языках, в силу того что, начиная с XVIII века, остров был французской, а затем английской колонией.

### Быт
Для общественного быта индуистов особенно характерны социально-религиозные организации — баитка. Они играют очень важную роль в жизни крестьян — большинства индусов острова (80 %).
У горожан-индийцев преобладают мусульмане, чьим главным занятием является торговля. Традиционное для индомаврикийцев жилище — квадратное, одно- и двухкамерное — жители сооружают его из дерева и кроют травой, листьями пальм или жестью.
Мужчины практически не носят традиционную одежду, так как она вышла из употребления. Женщины (прежде всего, крестьянки) носят длинные юбки, кофточки и шарфы. Сари используется женщинами лишь в качестве праздничного наряда.
В еде у индомаврикийцев сохранился индийский рацион, в котором чаще всего можно встретить овощи и бобовые. Многие индийские блюда составляют часть общемаврикийского рациона.